# Orna de Gállego
Orna de Gállego (en aragonés Orna de Galligo) es una localidad española perteneciente al municipio de Sabiñánigo, en el Alto Gállego, provincia de Huesca, Aragón.

## Historia
Su iglesia, dedicada a San Miguel, fue edificada a finales del XI, resultando una mezcla de estilos románico lombardo y un friso de ajedrezado jaqués en el exterior de la cabecera. Junto a ella se alza una torre de planta cuadrada de ejecución posterior. Su caserío guarda el tipismo constructivo serrablés, destacando Casa Ventura.

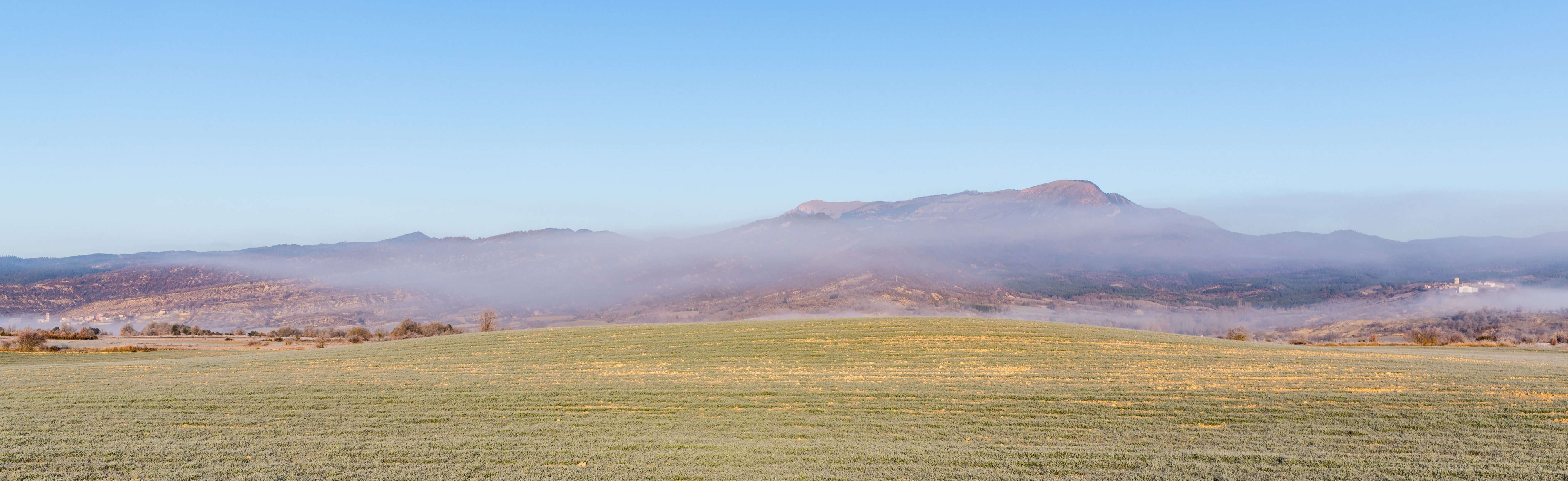
Orna de Gállego (a la derecha.), sierra de San Juan de la Peña y Peña Oroel (en el centro), y el pueblo vecino de Latrás (a la izq.).

## Geografía humana

### Demografía
| Gráfica de evolución demográfica de Orna de Gállego entre 1842 y 1960 |
| |
| Población de derecho según los censos de población del INE Población de hecho según los censos de población del INEEn estos censos se denominaba Orna: 1842, 1857, 1860, 1877, 1887, 1897, 1900 y 1910 Entre el censo de 1857 y el anterior, crece el término del municipio porque incorpora a 225018 (Arto), 225039 (Baranguá), 225106 (Fanlo de Jaca) y 225149 (Latras) Entre el censo de 1970 y el anterior, este municipio desaparece porque se integra en el municipio 22199 (Sabiñánigo) |

### Localidad
Datos demográficos de la localidad de Orna de Gállego desde 1900:
| 133                   | 137 | 144 | 126 | 89 | 65 | 50 | 14 | 12 | 13 | 28 | 20 | 16 |
| (Fuente: IAEST e INE) |     |     |     |    |    |    |    |    |    |    |    |    |

- Datos referidos a la población de derecho.

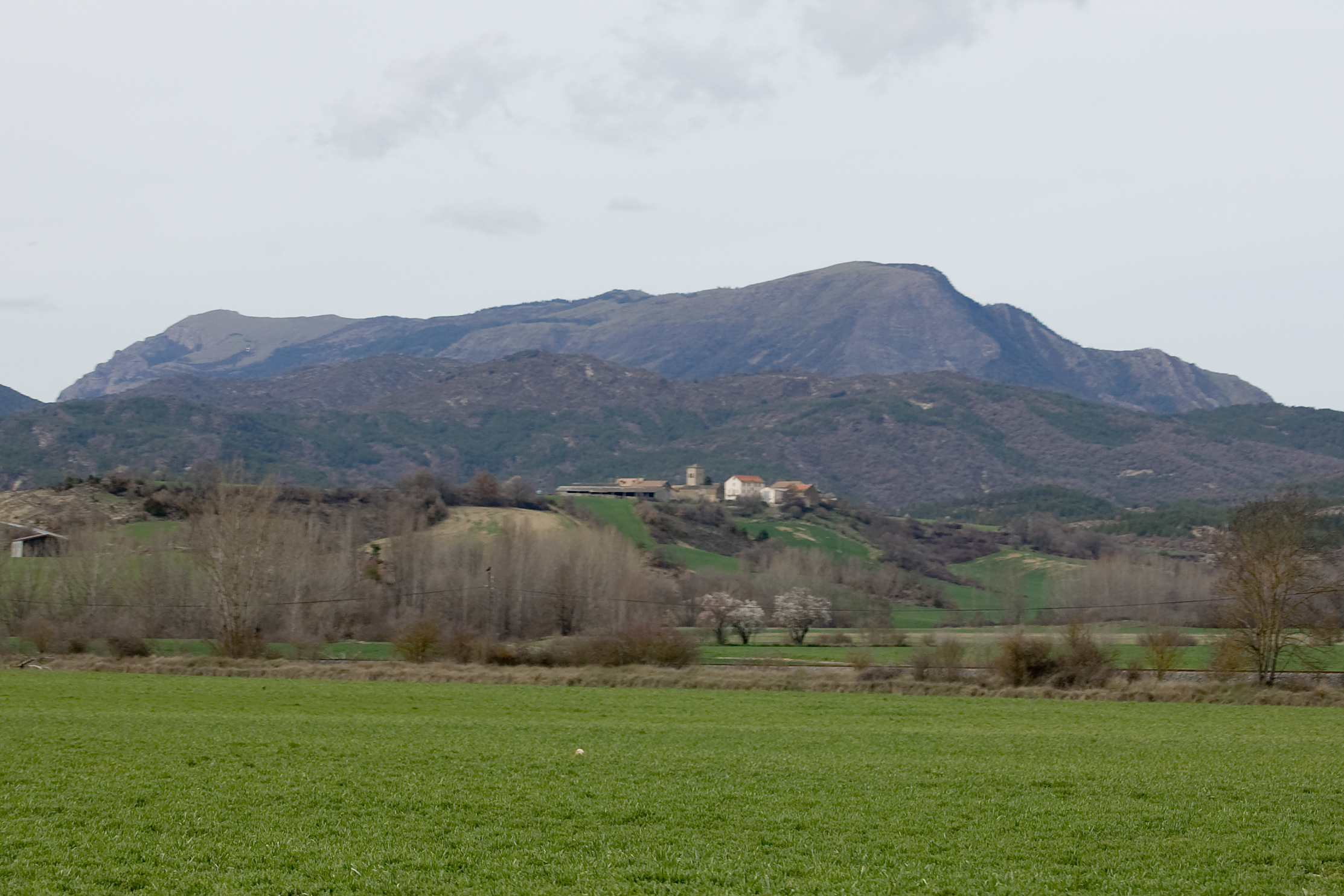
Orna de Gállego, al comienzo de la primavera, con la Peña Oroel al fondo.

### Antiguo municipio
Datos demográficos del municipio de Orna de Gállego desde 1842:
| 105           | 341 | 301 | 293 | 318 | 331 | 348 | 327 | 334 | 312 | 222 | 198 | 186 | -- |
| (Fuente: INE) |     |     |     |     |     |     |     |     |     |     |     |     |    |

- En los censos de 1842 a 1910 se denominaba Orna.
- Entre el censo de 1857 y el anterior, crece el término del municipio porque incorpora a Arto, Baranguá, Fanlo de Jaca y Latrás.
- Entre el censo de 1970 y el anterior, este municipio desaparece porque se integra en el municipio de Sabiñánigo.
- Datos referidos a la población de derecho, excepto en los censos de 1857 y 1860 que se refieren a la población de hecho.